# Anayo
Anayo es una parroquia del concejo de Piloña, en el Principado de Asturias (España). Tiene una extensión de 8.8 km² y se encuentra en el extremo noroccidental del municipio, en sus límites con los de Villaviciosa y Cabranes.

Comprende los núcleos de población de Capareda, Colluenzo, La Cuesta Villar, Fresnosa, Fuentes, Llares, Pedraces y Robledo.

Según el Instituto Asturiano de Estadística, su población en el año 2014 ascendía a un total de 115 habitantes, distribuida como sigue:
| Núcleo de población | Categoría | Habitantes |
| ------------------- | --------- | ---------- |
| Capareda            | Aldea     | 37         |
| Colluenzo           | Casería   | 0          |
| La Cuesta Villar    | Casería   | 3          |
| Fresnosa            | Aldea     | 12         |
| Fuentes             | Casería   | 9          |
| Llares              | Aldea     | 18         |
| Pedraces            | Casería   | 5          |
| Robledo             | Aldea     | 31         |

Al entrar en la aldea de Capareda, se levanta la iglesia parroquial, bajo la advocación de Santa María, construida sobre el primitivo templo medieval al que se alude en el documento del año 926 por el que Ramiro II de León, nieto de Alfonso III y Jimena, confirmó a la catedral de Oviedo los privilegios y donaciones de sus antepasados, entre las que rezaba "In Enaio ecclesiam Sancte Marie cum adicensiis suis ab integro".

Aún se conserva en esta parroquia el antiguo camino real conocido como de Gijón a Covadonga, ruta documentada desde la Edad Media por el tránsito de peregrinos jacobeos que la atravesaban.